# Mrs Beeton's Book of Household Management
Mrs. Beeton's Book of Household Management eller Mrs. Beeton's Cookery Book er en omfattende guide til husholdning i viktoriatidens Storbritannien, der blev redigeret af Isabella Beeton og udgivet som bog i 1861. Den udkom tidligere i mindre dele med titlen Beeton's Book of Household Management, som én i en serie bøger udgivet af hendes mand, Samuel Beeton. Opskrifterne var meget strukturerede modsat tidligere kogebøger. Den havde flere illustrationer både monokrome og i farver.
Selv om Mrs. Beeton døde i 1865, fortsatte bogen som en bestseller. Den første udgave efter hendes død indeholdt hendes nekrolog, mens senere versioner udelod den. Det lod læsere tro, at alt var skrevet af den erfarne Mrs. Beeton selv. Mange af hendes opskrifter var kopieret fra samtidige kogebøger som Eliza Actons Modern Cookery for Private Families (først udgivet i 1845), Elizabeth Raffalds The Experienced English Housekeeper (først udgivet i 1769), Marie-Antoine Carêmes Le Pâtissier royal parisien (1815), Hannah Glasses The Art of Cookery Made Plain and Easy (1747), Maria Eliza Rundells A New System of Domestic Cookery (1806) og værker af Charles Elmé Francatelli (1805–1876). Det har gjort, at hendes bog i moderne tid er kaldt et plagiat.
Bogen blev udvidet, og i 1907 var den på 74 kapitler og over 2000 sider. Der var solgt næsten 2 millioner eksemplarer i 1868, og i 2016 udkom den stadig. Mellem 1875 og 1914 var det sandsynligvis den mest brugte og oftest citerede kogebog. Mrs. Beeton og hendes bog er blevet sammenlignet med en moderne husholdningsgudinde som Nigella Lawson og Delia Smith.